# VI. Kelemen pápa
VI. Kelemen (Rosiers-d’Égletons, 1291 – Avignon, 1352. december 6.) néven lépett fel a katolikus egyház történetének 198. pápája. A negyedik avignoni egyházfő volt, akinek pontifikátusa tökéletes ellentéte volt elődje, XII. Benedek pápa visszafogott, vallásos keretek közé terelt uralkodásának. A bencés szerzetesként kiemelkedő karriert befutott Kelemen karakteres uralkodónak bizonyult, aki nem félt használni hatalmát. Tízéves pontifikátusa a francia befolyás megnövekedésének jegyében telt, miközben több jelentős nemzetközi eseményben is igyekezett véleményt nyilvánítani. Az 1339-ben kitörő százéves háború, a Magyarország trónjára lépő ambiciózus uralkodó, Nagy Lajos és a Nápolyban gyilkossággal megszerzett trón miatt fenyegető háború, az új német király megválasztása valamint a nagy pestisjárvány mind próbára tették Kelemen politikai képességeit.

## Pályafutása
1291-ben született Pierre Roger néven a franciaországi Limousin tartomány (Rosiers-d'Égletons-i) Maumont nevű kastélyában. Nemesi családja már tízévesen megvált tőle, és a La Chaise-Dieu-ben álló bencés kolostor szerzetesei közé adták. Pierre itt szerezte meg alapvető teológiai képzettségét, amelyet a párizsi egyetemen fejlesztett tovább. 1323-ban végzett az egyetemen, egyetemi professzor és a teológia doktora lett. Egy Pierre Grouin de Mortemart nevű bíboros segítségével XXII. János pápa közelébe kerülhetett, akire igen nagy hatást gyakorolt az ifjú, de igen ambiciózus doktor friss észjárása. Ezek után szinte egymást érték rangjai és kinevezései.
Először a nimes-i Saint-Baudile-templom priorja lett, majd 1326-ban a normandiai Fécamp apátja. Ezt követően hamarosan visszatérhetett La Chaise-Dieu-be, ahol a kolostor apátja lett, majd 1328-ban Arras püspökévé szentelték fel. Párizs és egész Franciaország ünnepelt és tisztelt egyházi szónoka volt, amikor a püspököt VI. Fülöp, francia király saját udvarába hívatta. Pierre az uralkodó egyik legbelsőbb bizalmasává vált, és még ugyanabban az évben udvari kancellárrá nevezték ki. 1329-ben Sens majd 1330-ban Rouen érsekévé szentelték fel, ahol 1335-ben tartományi zsinatot hívott össze. 1338-ban XII. Benedek bíborosi rangra emelte. 
A francia királyok elkötelezett híve volt, és kancellárként tulajdonképpen az államminiszteri hatáskört gyakorolhatta. Hidegfejű politikusként ismerték, akinek kitűnő szónoki adottságai pazarló és pompakedvelő természettel társultak. Amikor Benedek 1342. április 25-én meghalt, az Avignonban összeülő konklávé egyhangúlag őt választotta meg az egyház fejének május 7-én. Pierre a VI. Kelemen nevet vette fel koronázása után.

## Pápaként Avignonban
Az új avignoni palota Benedek pontifikátusa alatt igazi egyházi vezetői udvar jellegét adta. A cisztercita egyházfő erkölcsös rendet tartott és minden felesleges pompát került udvartartásában. Ennek alig egy hónap alatt szinte minden jelét eltüntette Kelemen új szemléletű berendezkedése. Az új egyházfő a francia udvar fényességéhez szokva felvirágoztatta az új pápai kastélyt. Szent Péter tiszteletére új kápolnát toldott a palota épületéhez, amelyet díszes freskókkal díszíttetett fel. A palota komor kőfalait drága szőnyegekkel és finom kelmékkel boríttatta be. Egy krónika feljegyzése alapján Kelemen állítólag kijelentette, hogy addigi elődjeinek fogalmuk sem volt arról, hogyan kell élni egy pápának. A mindig víg kedélyű egyházfő pedig nem sajnálta elődjei keservesen összekuporgatott pénztárát megcsapolni, és így Európa legfényesebb udvarát rendezte be. 
Kelemen, mint több utóda, rajongott a művészetekért. Viterbóból elhívatta Matteo Giovanellit, a kor legkiválóbb festőjét. De mindenekelőtt a zene kerítette hatalmába a pápát. Franciaország északi területéről hívott zenészeket az udvarába, akik a fényes bálok, ünnepségek és fogadások mellett a pápa mindennapjaiban is édes muzsikát játszottak. A korabeli pletykák szerint Kelemen pontifikátusának első pénzkiadása is zenészekre fordítódott, akik közül a legnevesebb Philippe de Vitry volt. A pápa szerette magát körülvenni művészekkel és tudósokkal. A fényes bálokon nem volt ritka a női vendég sem, és amikor páran szemére vetették féktelen költekezését és életmódját, a források szerint a következőt válaszolta: "Bűnösként élek a bűnösök között."

### A császár újra a pápa ellen küzd
Kelemen pontifikátusának legkarakteresebb vonása mindenképpen a francia trón támogatása volt. Amikor 1339-ben kitört a százéves háború VI. Fülöp, francia király és III. Edward, angol király között, egyértelműen Fülöp oldalára állt, és a békét igazán nem tartotta fontosnak. Megválasztása után azonban más lett a helyzet. Univerzális uralkodóként igyekezett békét kieszközölni a két király között, amely 1343-ban sikerült is, igaz csak rövid életű volt a fegyverszünet. A háborúnak azonban volt egy mellékszála, amely már mélyebben érintette Kelement. IV. Bajor Lajos, német-római császár ugyanis elpártolt Fülöp mellől, és szövetséget kötött az angolokkal. Lajos és a pápa viszonya emiatt feszültté vált, és Kelemen képtelen volt függetleníteni franciabarát politikáját a Lajossal fenntartott kapcsolataitól. Ráadásul Lajos az elmúlt egyházfők hatalmát minden igyekezetével alá akarta ásni. Benedek idején például a pápai hatalmat el nem ismerve önkényesen felbontotta a cseh herceg, János Henrik és a tiroli hercegnő házasságát, hogy aztán fiát adja hozzá az elvált hercegnőhöz. Kelemen korántsem volt olyan rugalmatlan uralkodó, aki ne hunyt volna szemet a dolgok felett, de ebben az esetben Lajos túllőtt a célon.

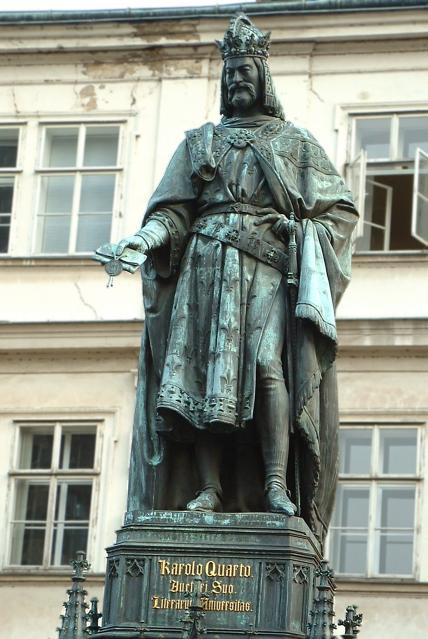
IV. Károly császár szobra Prágában

Amikor 1343 szeptemberében Lajos követei Avignonban üdvözölték az új egyházfőt, váratlan fordulat történt a két uralkodó kapcsolatában. Lajos követein keresztül tudatta a pápával, hogy kimerült az egyház elleni hadakozásban, és mivel haderejét másra kell összpontosítania, békét akar Avignonnal. Ezért a császár egy levélben elismerte címének törvénytelenségét, és hajlandó volt visszavonni minden császári rendeletét és a pápai ítélkezés alá vetni magát, amennyiben Kelemen elismeri őt Róma királyának. A pápa válaszlevelében további feltételeket szabott a német uralkodónak. Ezek között szerepelt, hogy minden birodalmi rendeletet a pápa előzetes engedélyéhez köt, minden püspököt és apátot felment hivatala alól, akiket ő nevezett ki, és továbbá elismeri a pápa szuverén jogait Korzika, Szardínia, Szicília és a Pápai Állam területe felett. Lajos hercegeivel megvitatta Kelemen válaszát, de nem kellett sokáig vitatkozniuk rajta. Lajos követei Avignonban elfogadhatatlannak tartották a pápa követeléseit. Kelemen nem sokat hezitált, 1346. április 13-án bullájában kiátkozta a császárt. Ez volt az utolsó egyházi átok, amit a pápák a német-római császárra mondtak ki. Egyben Kelemen felszólította a birodalom választófejedelmeit, hogy üljenek össze, és a hatalmától megfosztott Lajos helyére válasszanak új uralkodót.
Kelemen politikai sakkozása előzte meg az átkot, amely teljes sikert hozott az avignoni udvarnak. A pápa a választás kihirdetése előtt lecserélt pár német főpapot, és tárgyalt a három egyházi választófejedelemmel is. Ezek után Luxemburgi Károly mellett tette le voksát, akinek gyermekkorában tanítómestere volt. 1346. július 11-én a hét választófejedelemből öten Károly mellé álltak, így ő lett a trón örököse. Károly ünnepélyesen elfogadta a pápa feltételeit, így Avignon teljes támogatását élvezhette. Lajos természetesen nem akart belenyugodni vereségébe, és a hozzá hű hercegek élén háborút akart indítani Károly ellen, de 1347. október 11-én egy München melletti vadkanvadászaton életét vesztette. Lajos támogatói ezután Schwartzenburgi Günthert próbálták trónkövetelőként támogatni, de ez a kísérlet hamar elhalt. Lajos halála egyszer s mindenkorra véget vetett a szélsőséges gondolkodású ferencesek teológiai ellenállásának is. Ockhami Vilmos és társai Avignonban behódoltak a pápai akaratnak.

### Itália és Róma Kelemen korában
Mióta V. Kelemen pápa székhelyét Rómából Avignonba helyezte át, az örök város és Itália középső illetve északi része folytonos háborúk színhelyévé vált. Kelemen a bíborosi kollégiumon belüli francia befolyást olyan sikeresen toldotta meg, hogy a huszonöt kardinálisból már csak két olyan főpap volt, aki nem francia. Az újonnan kinevezett bíborosok jó része pedig saját rokonságából került ki. Kelemen nepotizmusra építette kúriájának működését. Arról tehát szó sem lehetett, hogy a pápa központja ismét Rómába kerüljön. Pedig a francia király szárnyai alatt működő pápai hivatal így elveszítette az Egyházi Állam feletti tényleges uralmat. Emiatt Itália ezen része felsőbb hatalom híján saját törvények alapján kezdett szerveződni. Ebben a korban esett milliónyi darabra Itália középső része. Városállamok alakultak ki, amelyek élén a város gazdag nemesei álltak. Gyakran olyan nemesek, akik előzőleg a pápáktól vásárolták meg rangjukat. A nagyobb városok lassan uralmuk alá vonták a környező kisebb településeket. A városállamok független politikát folytattak, de fejlődésük közös úton haladt. A jobbágyság megszűnt, és a parasztok szabadon bérelhették a földet a gazdagabbaktól. Ezzel biztosíthatták megélhetésüket. A pénzért megváltott föld pedig fejlett pénzgazdálkodást eredményezett. A bankok kialakulása és fejlődése a pápaság számára is előnyös volt, főleg a későbbiekben. A pénzügyek a kereskedelem fejlődéséből is táplálkozhattak, és kitűnő táptalaját adták a manufaktúrák kialakulásának. Tehát Itália egy része kifejezetten előnyösebb helyzetbe került a pápától való függés megszűnése után.

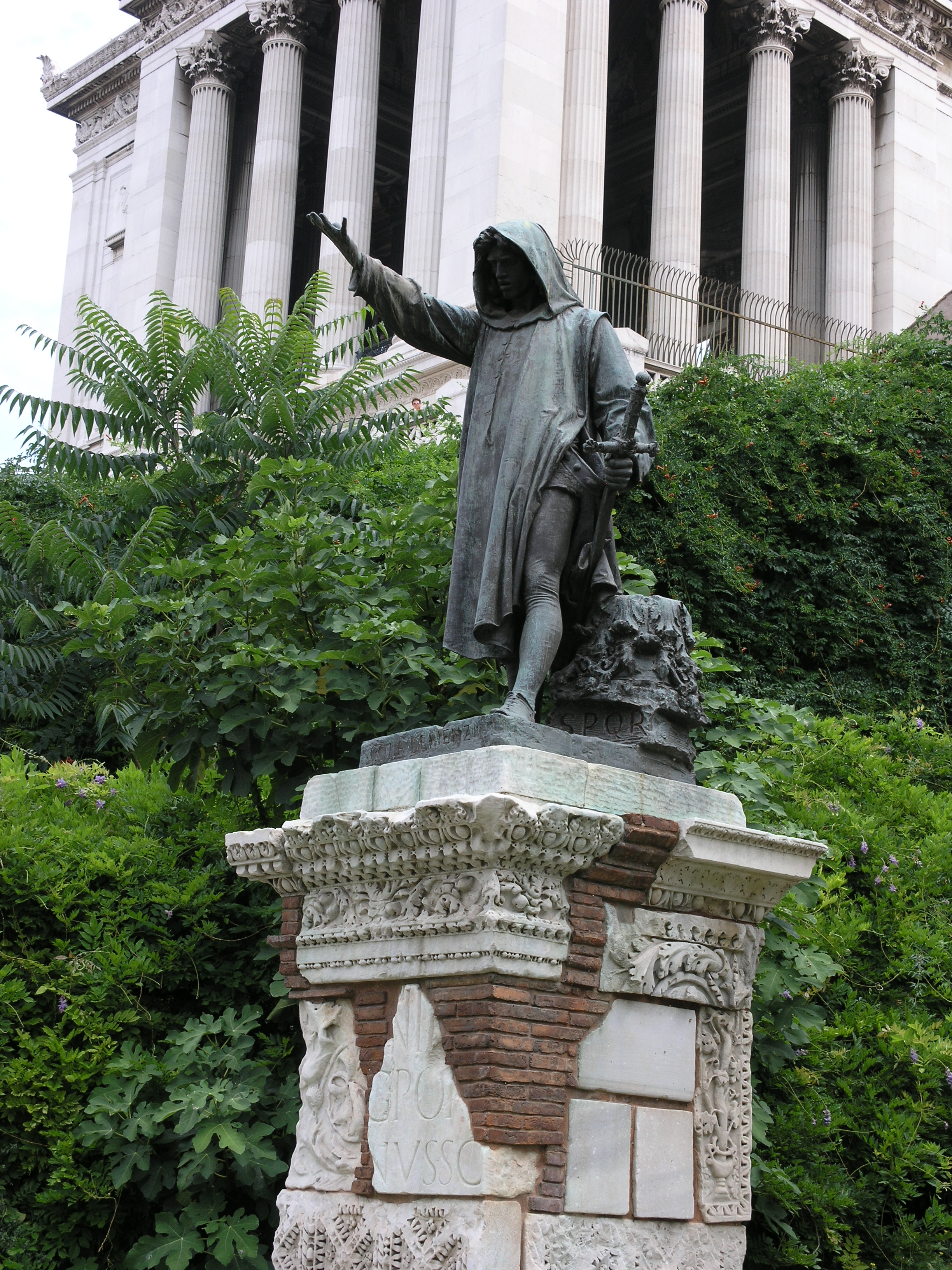
Cola di Rienzo szobra a Capitolium lábánál, ahol meggyilkolták

De a helyzet korántsem volt ilyen rózsás a hajdani császárvárosban, a szent örök városban, Rómában. A várost a két ősi rivális família tratotta uralma alatt. Az Orsinik és a Colonnák versengése ebben az időben a lakosságot viselte meg a leginkább. A két család az ókori romok építőanyagaiból stabil erődítményeket építettek fel védelmükre, és onnan támadták meg és fosztották ki a város lakóit. Nem csoda tehát, hogy a korabeli Rómát mindössze húszezren lakták. A pusztulás nyomai mindenütt láthatóak voltak. Az ókori emlékeket és a középkori építményeket szinte teljesen elhordták a nemesek saját építkezésükhöz, több műtárgy és épület is eltűnt a szemét és a törmelékek halmai alatt. A hajdan pompás Capitoliumon gaz nőtt, a Forum Romanumon kecskéket legeltettek, a vatikáni kertekben pedig éjszakánként farkasok tanyáztak. A pápai paloták olyan rozoga állapotban voltak, hogy teljesen használhatatlanná váltak. A Szent Péter-bazilika teteje beomlott, a lateráni bazilikák jórészét pedig istállónak használták. Nem csoda hát, hogy a rómaiak visszavárták a pápát, aki pénzt és rendet hozna a városba. 1343-ban egy római küldöttség érkezett Avignonba, amelynek tagjai között volt Petrarca is, hogy könyörögjenek a pápa visszatéréséért. De Kelemen hajthatatlan volt, székhelyét megerősítette Avignonban. 
De nemcsak Petrarca és társai próbáltak tenni Rómáért.A sanyargatások időszakában lépett fel egy spiritualista ferences szerzetes, Laurenti Miklós, aki később Cola di Rienzónak nevezte magát. A szerzetes Róma népéhez szólt, és az elnyomó nemesek elleni lázadásra szólította fel a város lakóit. A kizsigerelt nép pedig engedelmeskedett, és hamarosan úgy tűnt, Rómára új nap virrad. Cola di Rienzo a demokratikus berendezkedés után néptribunként állt a város szenátusának élére. A magasztos gondolatokat közvetítő szónok ezután egész Itália népéhez szólt, hogy űzzék el zsarnokaikat, és egyesítsék a félszigetet. Azonban a nemesek sem tétlenkedtek, és mivel a gazdasági hatalom náluk volt, hamarosan elűzték Cola di Rienzot Rómából. Mivel di Rienzo politikája németellenes vonalat képviselt, a pápa magához hívatta. Hamar meg tudtak egyezni a szerzetessel, és így a pápa megbízásából térhetett vissza Cola di Rienzo Rómába, azzal a céllal, hogy diktátorként ragadja magához a hatalmat, és teremtsen rendet a városban. De 1354-ben meggyilkolták a bátor szónokot, és így elveszett Róma anarchiából való kilábalásának reménye.

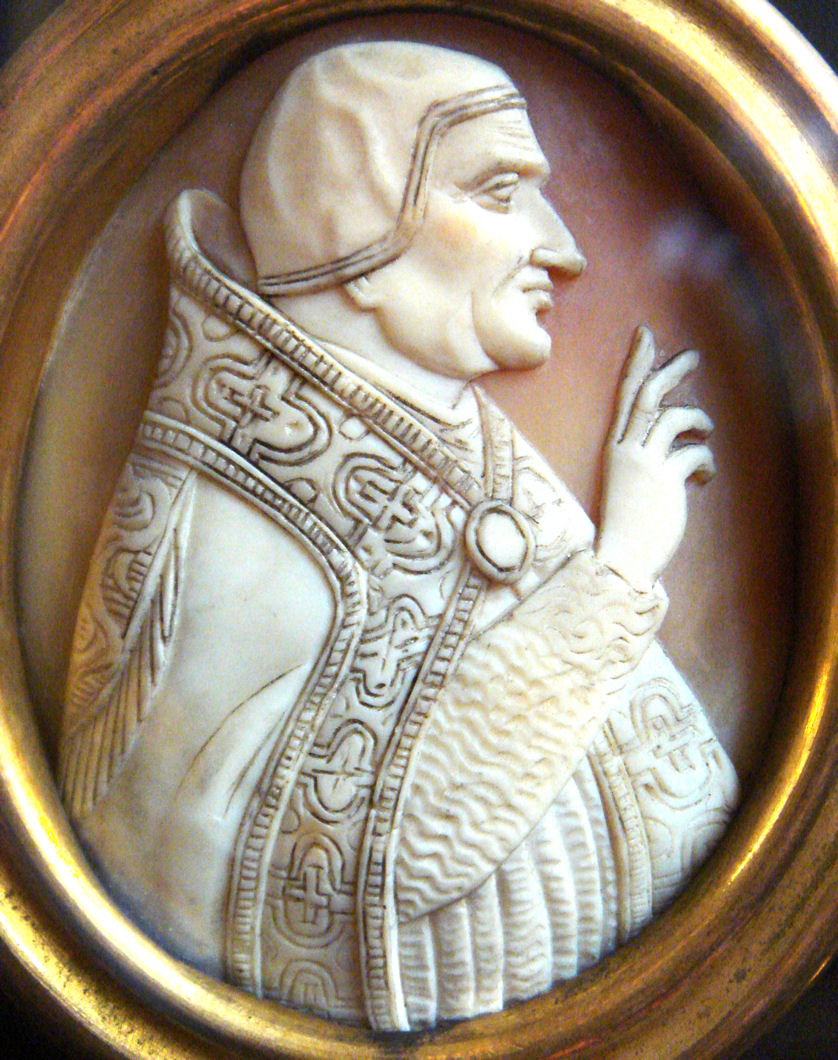
VI. Kelemen pápa

### Az Anjou-ház tervei
Itália története azonban nem teljes a déli területek korabeli krónikája nélkül. A Nápoly élén uralkodó Anjou-ház történelme folyamán mindig fontos szövetségese volt a pápaságnak. Bár az egyházfő elköltözését a déli királyság is megsínylette, a félsziget stabil államainak egyike maradhatott. Azonban Kelemen tanúja lehetett a déli biztos egyházi támasz őrlődésének is. I. Róbert, nápolyi király 1343-ban fiú örökös nélkül halt meg. A nápolyi korona unokájára, I. Johannára szállt. A korábban két ágra szakadt Anjou-ház összefogásának jelképeként a magyar ág és a nápolyi ág házasságra lépett egymással. Johanna hercegnőt Endre herceg, Károly Róbert, magyar király másodszülött gyermeke vette feleségül. Így a mikor 1343-ban Johannát Nápoly uralkodójává koronázták, Endre is trónra léphetett
Időközben a magyar trónon is változások mentek végbe, és Károly Róbert halála után I. Lajos foglalhatta el a trónt. Lajos ambiciózus lovagkirályként foglalta el a királyság első személyének helyét, és legfőbb vágya volt egy korona alatt egyesíteni a két Anjou királyságot. Ennek pedig legfőbb záloga a király öccse, Enre volt. Johanna és a nápolyi Anjouk féltették saját hatalmukat, ezért 1345-ben végzetes tettre szánták el magukat. A királynő és hívei meggyilkolták Endrét. 1347-ben hatalmas magyar sereg indult Nápoly ellen. Lajos dühe előtt nem tudott gátat szabni egy erőd sem, ezért Johanna Franciaországba menekült. Az elűzött királynő Avignonba is ellátogatott, hogy Kelemen támogatását elnyerje. A pápa örömmel fogadta az Anjou királynőt, hiszen Avignon területe gyakorlatilag a nápolyi uralkodók birtoka volt. A kínálkozó alkalmat kihasználva Kelemen megvásárolta Johannától Avignont és közvetlen környezetét. A királynőnek pénzre volt szüksége, Kelemen pedig végre független államot teremthetett magának. A két uralkodó nyolcvanezer aranyforintban állapodott meg. De a pápai kincstár sosem fizette ki az összeget, ugyanis a furfangos Kelemen pápa kitalálta, hogy éppen ennyit ér támogatása Lajossal szemben, és feloldozása Endre meggyilkolása miatt. Így a pápa az egyház nyomását felhasználva Johannát ismerte el Nápoly uralkodójának, és felszólította Lajost a háború befejezésére. Részben emiatt végződött kudarccal Lajos 1350-ben indított második nápolyi hadjárata.

### Nemzetközi politika
Kelemen mint az univerzális egyház feje kiterjedt nemzetközi kapcsolatokkal rendelkezett. Örményországtól Angliáig igen aktív levelezést folytatott. Az előbbivel a keleti egyházak és a római egyház csatlakozásáról tárgyalt. Igyekezett Bizáncban is eredményeket elérni a keresztény egyház újraegyesítésének ügyében, de ez nem hozott sikert. A dogmatikus tanok átformálására egyik fél sem volt nyitott. Míg nyugaton III. Edwarddal, az ország királyával keveredett heves vitába. Kelemen fényűző életmódja miatt kénytelen volt újabb adókat kivetni a katolikus országokban, és gyakrabban nevezett ki új főpapokat is, hogy így többször be tudja hajtani a busás kinevezési díjat. Néhány országban a lakosságra kivetett plusz terhek már az uralkodók bevételeit fenyegették. Így volt ez Angliában is, ahol Edward király 1351-ben statútumot adott ki, amelyben személyes véleményéhez kötötte a pápa személyi cseréit.
1343-ban Róma anyagi helyzetének növelésére kiadta Unigenitus kezdetű bulláját, amelyben meghirdette a második Szentévet, 1350-re. Az ünneplése meg is volt az oka akkoriban a világnak, hiszen 1347-től kezdve három éven át teljes erejével tombolt Európában, Ázsiában és Afrika akkor ismert részein a Fekete Halál. A pestis gátolta meg Nagy Lajos, magyar király nápolyi hadjáratának teljes befejezését is. A feljegyzések szerint a korabeli kontinens lakóinak közel kétharmada veszett oda a járványban. A rettenetes betegség ellen Kelemen is mindent megtett. A pápa asztrológusokat és más csillagjóst hívott udvarába, hogy megtudja tőlük, mi állhat a betegség hátterében. 1348-ban ők megállapították, hogy minden bizonnyal a Szaturnusz, Jupiter és Mars 1341-es együttállása okozta a betegséget. Orvosok is nagyszámban lepték el Kelemen addig vidám napokat megélt palotáját. Az ő javaslatukra a pápa mindig égő fáklyák között jelent meg, mert orvosai szerint ez távol tartja a ragályt. De az egyházfő kételkedni kezdett ebben a javallatban, miután kíséretében is felütötte a fejét a kór. Ezek után bezárkózott avignoni palotájába, és személyesen felügyelte a higiéniai, betegápolási és temetési rendet. Mindennap misét mondott, és bátorította a népet, igazi pásztorként viselkedett a járvány idején. A pestis gyűlöletet is hozott, ugyanis sokan a zsidókat okolták a pusztító járvány miatt. A fellángoló indulatok egész zsidó közösségeket irtottak ki Európaszerte. 1348. július 6-án adta ki Kelemen első bulláját, amelyben elítélte a zsidók elleni erőszakot. Ezt ugyan hamarosan követte egy másik bulla is, de nem sok eredménnyel járt a feddés. 1350-ig folytatódtak a zsidók elleni támadások.
Kelemen 1352. december 6-án halt meg. A krónikák úgy emlékeztek meg róla, mint egy kitűnő úriemberről, egy gáláns hercegről, aki támogatta a művészeteket és az oktatást, de semmiképpen sem úgy, mint egy szentről. Testét végakaratának megfelelően a la chaise-dieu-i apátságban helyezték örök nyugalomra. 1562-ben ez a nyugalom megtört, amikor egy hugenotta csapat feldúlta a kolostort, és Kelemen síremlékét összezúzták és felégették.

## Művei
- Documenta Catholica Omnia (latin nyelven). (Hozzáférés: 2011. december 6.)

| Előző pápa: XII. Benedek | Római pápa 1342 – 1352 | Következő pápa: VI. Ince |